# João Bentes Castel-Branco
João Bentes Castel-Branco (Lagoa, 21 de Setembro 1850 - 15 de Julho de 1940) foi um médico e escritor algarvio.

## Biografia
Formou-se em filosofia e medicina e exerceu clínica em várias terras do Algarve. Estudou diversos métodos de cura, entre os quais os de Sebastian Kneipp (que estudou com o próprio). Em 1890 foi nomeado guarda-mor de Saúde em Lisboa, funções que desempenhou até 1918. Foi director do estabelecimento termal e concessionário das Caldas de Monchique, desde 1895 até 1920. Foi um fervoroso adepto do vegetarianismo e dos métodos de cura pela natureza. Escreveu diversos livros e colaborou em revistas como O Vegetariano e A Saúde e participou em vários congressos em Portugal e no estrangeiro. Também colaborou na Revista de turismo  iniciada em 1916.

## Obras
- Estabelecimento thermal de Monchique (1885)
- Ensaios sobre o estudo da crise agricola e investigação das suas causas‎ (1889)
- 0 ideal portuguez (1890)
- Guia do colono para a Africa portugueza‎ (1891)
- A Cultura da Vida: Emprego dos Agentes Físicos em Medicina, Sociedade Vegetariana Editora, (1912)